# África de las Heras
África de las Heras Gavilán (Ceuta, 26 de abril de 1909 – Moscú, 8 de marzo de 1988) fue una militante comunista española nacionalizada soviética y una destacada espía del NKVD-KGB cuyo nombre en clave era Patria, si bien adoptó los nombres de María Luisa de las Heras de Darbat, María de la Sierra, Patricia, Ivonne, María de las Heras, Znoi o María Pávlovna.

## Juventud
Nació en el seno de una familia acomodada, hija de Virtudes Gavilán de Pro y Zoilo de las Heras Jiménez,  un escribiente militar. Familiar de dos personalidades ceutíes, el militar Manuel de las Heras Jiménez, general de división fallecido en 1930 en Jaca, tras recibir un disparo en un operativo militar contra rebeldes republicanos, y el abogado y alcalde de Ceuta Julián Francisco de las Heras. Hasta 1923 estudió en Madrid en el Colegio Sagrado Corazón de Jesús, para continuar su educación en el colegio del monasterio de la ciudad de Melilla.
Los datos sobre los primeros años de su vida son escasos y no se sabe mucho de ella hasta 1930, año en el que aparece militando en el Partido Comunista de España (PCE). Cuatro años más tarde participó activamente en la Revolución de octubre de 1934 en Asturias, lugar en el que conoció al histórico dirigente comunista Santiago Carrillo, que décadas más tarde se convertiría en Secretario General del PCE. Tuvo una hija con Ramón Mercader (el asesino de Trotski) de la que se desentendió (entregándola al nacer a sus padres) para quedar libre de ataduras y dedicarse a hacer en España la Revolución de modo coherente con sus principios.
En 1936, se integró en las Juventudes Socialistas Unificadas de Cataluña (JSUC), y un año más tarde comanda una de las patrullas ciudadanas de Barcelona con sede en el Real Club Náutico. En esta época se casó con Luis García Lago, antiguo empleado bancario y militante comunista.
En este año regresó a Ceuta por última vez para avisar a su tío Julián Francisco del peligro que corría.

## Marcha a la URSS
En 1937, fue reclutada por varios agentes del NKVD en España — Leonid Eitingon, el húngaro Ernő Gerő y el ruso Aleksandr Orlov — y enviada a Moscú para su pertinente formación.
Se cree que la encargada de iniciarla en el espionaje a África fue Caridad Mercader — madre de Ramón Mercader, el asesino de Trotski - quien dirigía un comando de choque junto con su amante Pável Sudoplátov. 
Tras su período de instrucción, se le encomendó su primera misión, por lo que se trasladó hasta Noruega.

### Estancia en México
En Noruega, su misión era entrar en contacto con militantes trotskistas. Así entabló relación con el equipo de Trotski, consiguiendo infiltrarse y convertirse en secretaria del mismo en México. Es ella quien organiza el primer atentado contra la vida de Trotski, acción de la que participó el artista plástico David Alfaro Siqueiros y una veintena de afiliados al PC mexicano. Se dedicó a pasar información al NKVD, ayudando de esta forma a su compatriota Ramón Mercader a organizar el asesinato del comunista soviético por orden directa de Stalin.
Abandonó México precipitadamente, escabulléndose como polizona en la bodega de un barco ante la presencia en el país de Aleksandr Orlov — jefe del NKVD en España, donde se habían conocido — quien acababa de desertar al temer la purga de Stalin e iba rumbo a EE. UU.

### La Segunda Guerra Mundial
En 1941, llegó a la URSS regresando al NKVD, estudiando primero enfermería y más tarde radiotelegrafía, siendo nombrada responsable de radiotransmisiones. Tras la finalización de los cursos, fue enviada en mayo de 1942 al destacamento guerrillero Los Vencedores. Saltó en paracaídas en los bosques de Vínnitsa (Ucrania) tras las líneas alemanas, junto con otros españoles, con el fin de interceptar las comunicaciones y enviar mensajes erróneos a los alemanes.
Tras dos años de guerrillera junto a los partisanos, regresó en 1944 a Moscú y recibió un nuevo curso de espionaje.

## La Guerra Fría
Tras la finalización de la Segunda Guerra Mundial comenzó su labor de espía dentro del KGB, firmando sus informes con el apodo de «Patria».

### París
En 1946, se instaló en París, proveniente de Berlín, con el alias de María Luisa de las Heras, haciéndose pasar por refugiada del régimen franquista. En esta ciudad, conoció al escritor uruguayo Felisberto Hernández, con quien se casó. En 1947, se trasladó a España, siendo enviada al año siguiente a Uruguay.

### Uruguay
Se casó en 1948 con Felisberto, consiguiendo de esta forma llegar a Montevideo en diciembre de ese año; allí trabaja de modista como fachada. Su matrimonio, aparte de otorgarle la nacionalidad uruguaya, le sirvió para infiltrarse en la clase alta de Uruguay, y realizar nuevas amistades que le ayudarían más tarde en su labor secreta. En 1950, el matrimonio se separó sin que su marido supiera la verdadera profesión de África.
En 1956, se trasladó a Buenos Aires para actuar como enlace del recién designado jefe de espionaje en el Cono Sur, llamado Giovanni Antonio Bertoni alias Valentino Marchetti, Marko. Se casó ese mismo año con él por orden del KGB, que veía en esta boda una buena solución para mejorar y facilitar el trabajo de ambos espías. El matrimonio inició un negocio de antigüedades en la Ciudad Vieja de Montevideo.
En su etapa sudamericana realizó numerosas misiones, sirviendo además de enlace entre los diferentes espías y la sede central en Moscú. Se cree que ella fue quien transmitió al KGB la información de la invasión de la Bahía de Cochinos.

## Últimos años
En 1967, regresó a la URSS, tras el fallecimiento en sospechosas circunstancias de su tercer esposo, teniendo que realizar tres nuevas misiones en el extranjero hasta que en 1971 se la destinó a la instrucción de nuevos agentes en la Lubianka, el cuartel general del KGB, principalmente para realizar operaciones en países hispanohablantes.
En 1985, tres años antes de su muerte, abandonó oficialmente el KGB.
Murió en Moscú el 8 de marzo de 1988 por problemas cardíacos, siendo enterrada con honores militares en el cementerio Jovánskoye de Moscú, en cuya lápida aparece la palabra «PATRIA» escrita en español junto con el texto «Coronel África de las Heras, 1909-1988» en ruso.

## Condecoraciones
Por su labor para el KGB llegó al grado de coronel, siendo responsable entre la Segunda Guerra Mundial y la década de 1970 de la política de la agencia para Europa y América Latina.
Por su labor recibió una docena de condecoraciones, siendo la española más condecorada por la URSS, entre las que se destacan:
- Por su participación activa en la guerra y en el movimiento guerrillero, fue condecorada con la Orden de la Estrella Roja: Medalla al Valor y Medalla al partisano de la Guerra Patria de 1.er grado.
- Por los resultados obtenidos en su trabajo encubierto y por la iniciativa y perseverancia demostrada, fue galardonada con la segunda Orden de la Estrella Roja y la segunda Medalla al Valor
- En marzo de 1976, por Decreto del Presídium del Sóviet Supremo de la URSS, se le concedió la Orden de Lenin por servicios especiales.
- En mayo de 1985, se le concedió la Orden de la Guerra Patria de 2º grado.
- Recibió el título de «Colaboradora Honoraria de los Órganos de Seguridad del Estado» soviético.